# 타롱가 동물원
타롱가 동물원(Taronga Zoo)은 오스트레일리아 뉴사우스웨일스주 시드니 교외의 모스먼, 포트잭슨만 기슭에 있는 국영 동물원이다. 개장 시간은 현지 시각 기준 오전 9시 30분부터 오후 4시 30분까지이다. 동물원 이름인 '타롱가'는 오스트레일리아 원주민의 언어로 "아름다운 경치"라는 뜻이다.
타롱가 동물원은 1916년 10월 7일 공식적으로 개장했다. 타롱가 동물원 시드니가 더보에 있는 자매 동물원인 타롱가 서부평원동물원과 함께 타롱가 보존 협회란 이름으로 뉴사우스웨일스주 동물원 관리위원회 산하에서 동물원을 관리하고 있다.
타롱가 동물원은 28 헥타르 규모로 약 150종 2,000마리 이상을 서식하고 있으며 여러 동물원 구역으로 나눠져 있다. 내부에는 동물원 상점, 카페, 안내센터도 있다.

## 접근 교통

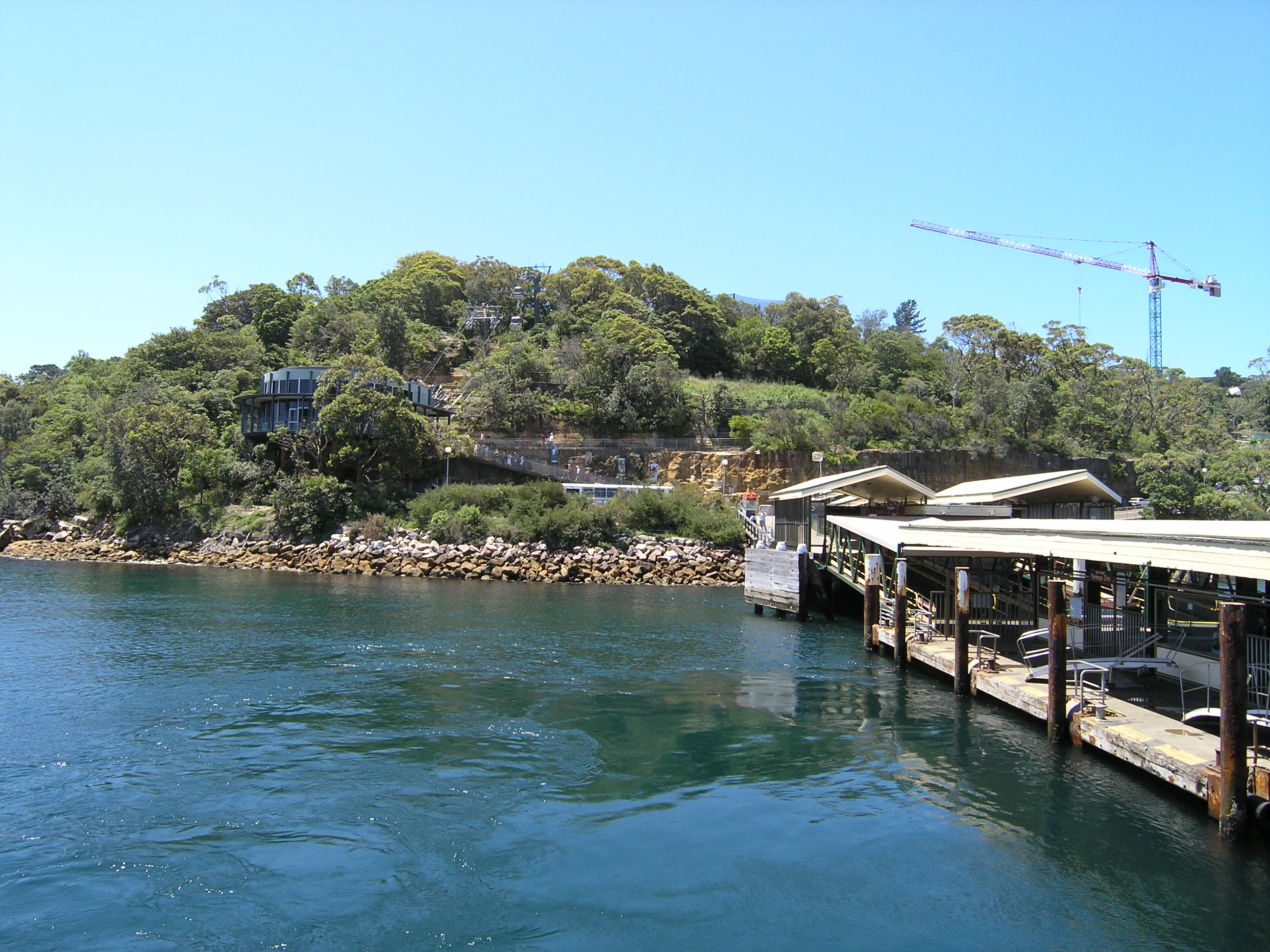
타롱가 동물원 바로 남쪽 출입구 옆에 있는 타롱가 동물원 페리 선착장의 전경

시드니 관광객이 가장 많이 사용하는 교통편은 타롱가 동물원 페리편(시드니 페리 F2)으로 시내에서 동물원까지 약 12분이 소요된다. 이 페리편을 타면 브래들리스 기슭에 있는 타롱가 동물원 페리 선착장에 하차하며 아래쪽(남쪽) 입구를 통해 바로 동물원으로 입장하거나 켈리오스 다우너 노던 비치사가 운영하는 시내버스편을 이용해 위쪽(북쪽) 입구로 이동할 수 있다.
타롱가 동물원 시드니는 캡틴 쿡 크루즈나 옐로우 워터 택시 등 다양한 포트잭슨만 교통편 운영업체와도 협력하고 있다. 두 업체 모두 교통비, 동물원 입장권 비용, 곤돌라 탑승권이 합쳐진 티켓, 패키지 결합 상품을 판매한다.

## 같이 보기
- 타롱가 서부평원동물원